# Templo de Bugga Ramalingeswara
El templo de Bugga Ramalingeswara Swamy es un templo hinduista de India, un santuario de Siva situado en la orilla sur del río Penna en Tadpatri, en el distrito de Anantapur del estado de Andhra Pradesh.
La deidad que preside es un lingam considerado 'swayambhu' (autoexistente o que es creado por su propia voluntad). El templo tiene siete pequeños pilares independientes frente al santuario de Vishnu y cuando se golpean producen saptaswara (las siete notas musicales). Las gopurams del templo están inacabadas y fueron descritas por el historiador de arquitectura James Anderson como "maravillas".

## Descripción

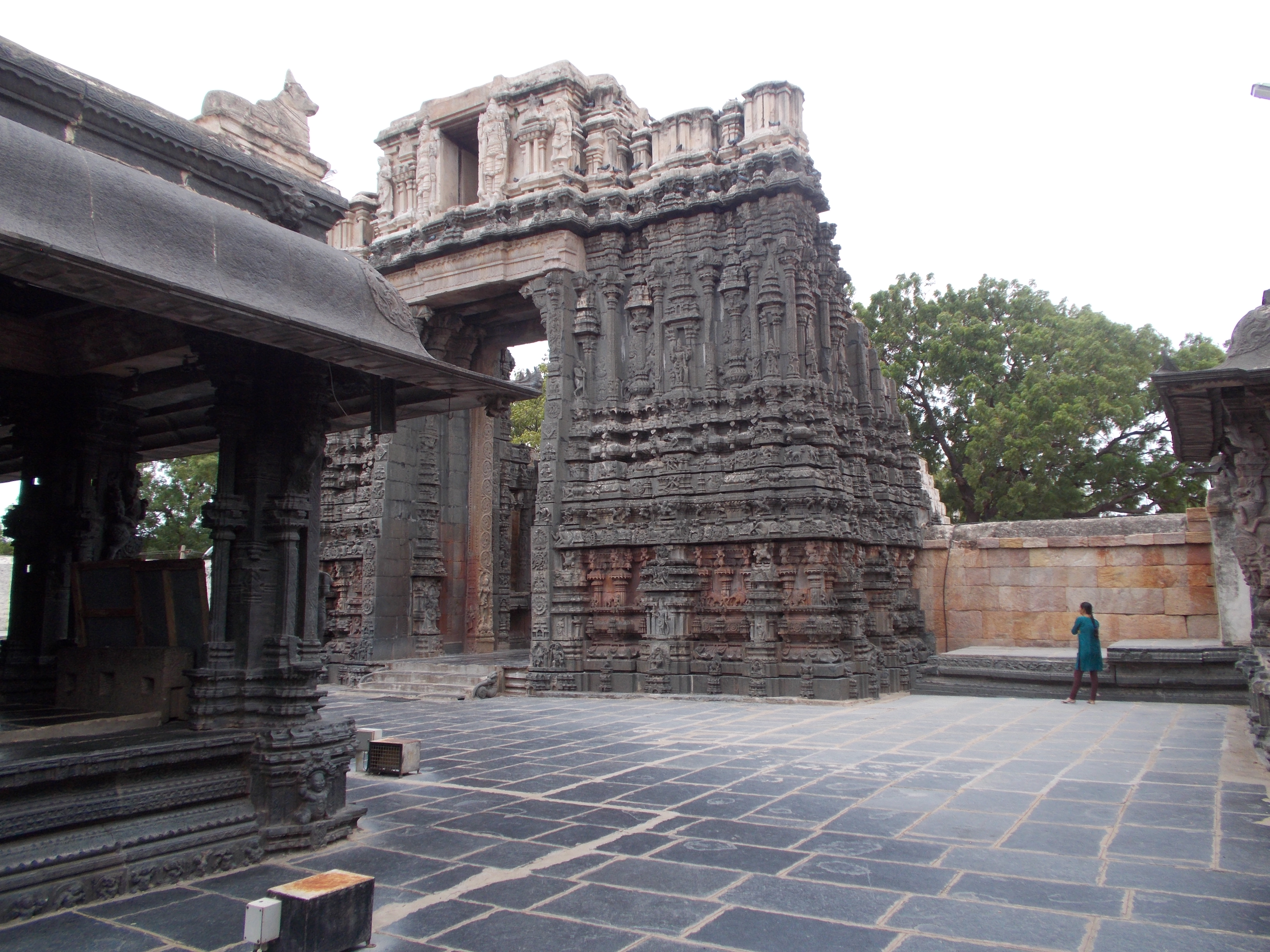
Pilares musicales y la principal gopuram inacabada

El templo de Bugga Ramalingeswara Swamy se encuentra a 4 km desde la estación de tren de Tadpatri. Probablemente fue construido entre 1490 y 1509 durante el Imperio Vijayanagara. De acuerdo con el Tadipatri Kaifiyat recogido por Colin Mackenzie en 1802, el templo fue construido por Ramalinga Nayudu, un jefe de la región Gooty-Gandikota en el Imperio Vijayanagara. 
Consta de un santuario, ardhmandapa y mukhamandapa en una línea axial. Contiene estructuras de bajorrelieve que ilustran episodios del Ramayana y Mahabharata. A diferencia de otros templos hinduistas en los que las deidades miran hacia el este, en este templo el lingam de Shiva mira hacia el oeste.

## Galería

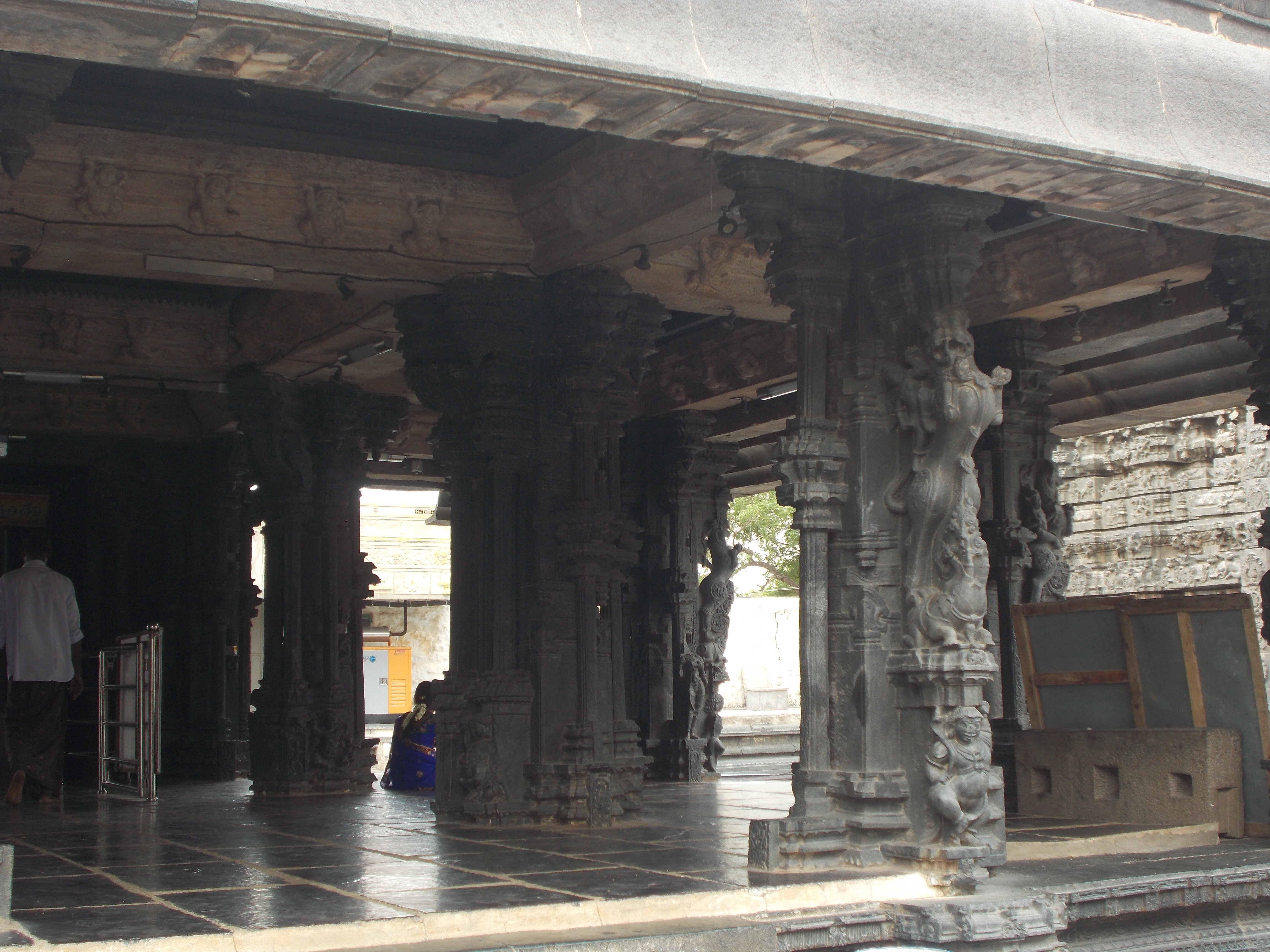
Pilares musicales
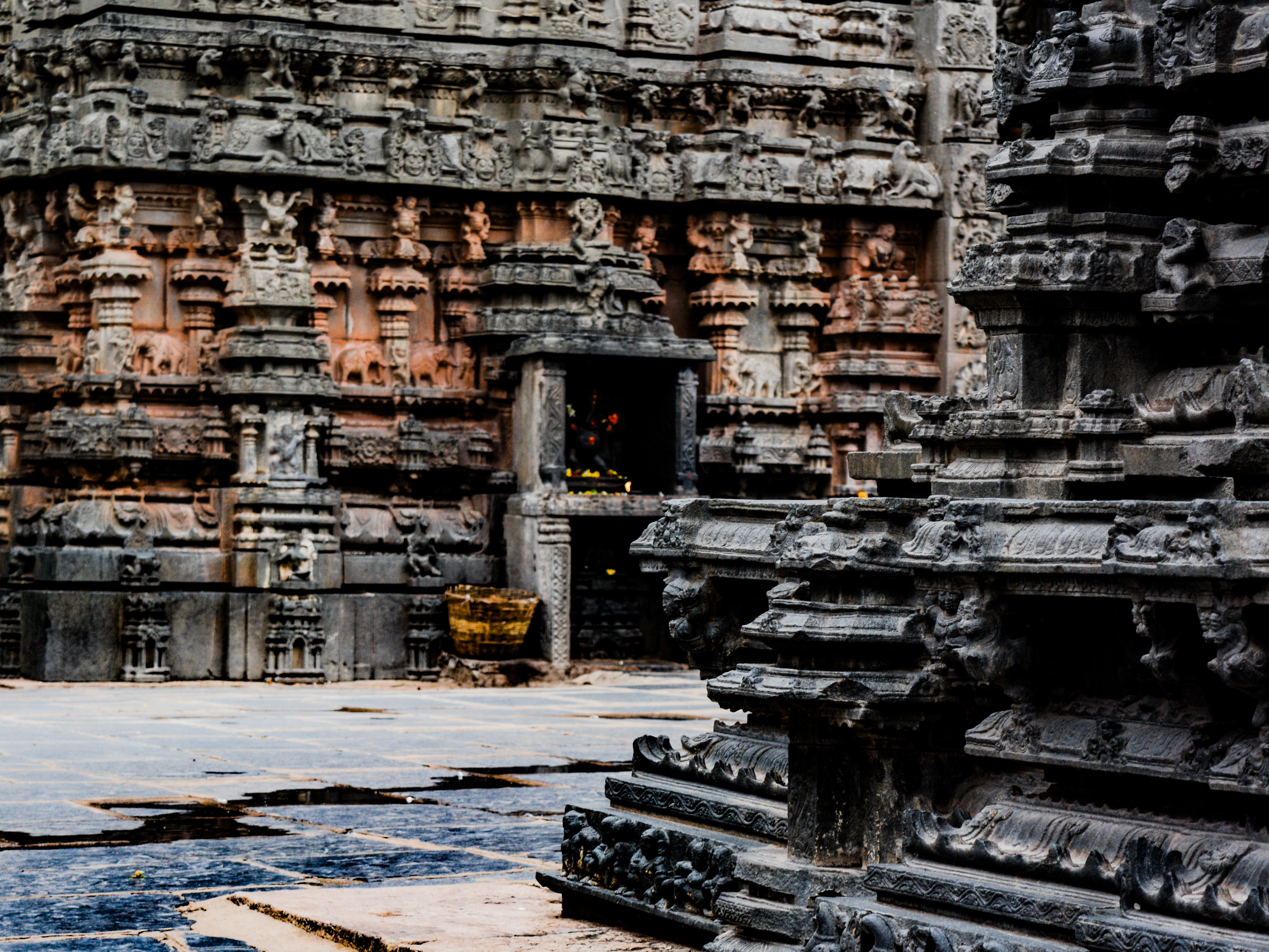
Interior del templo
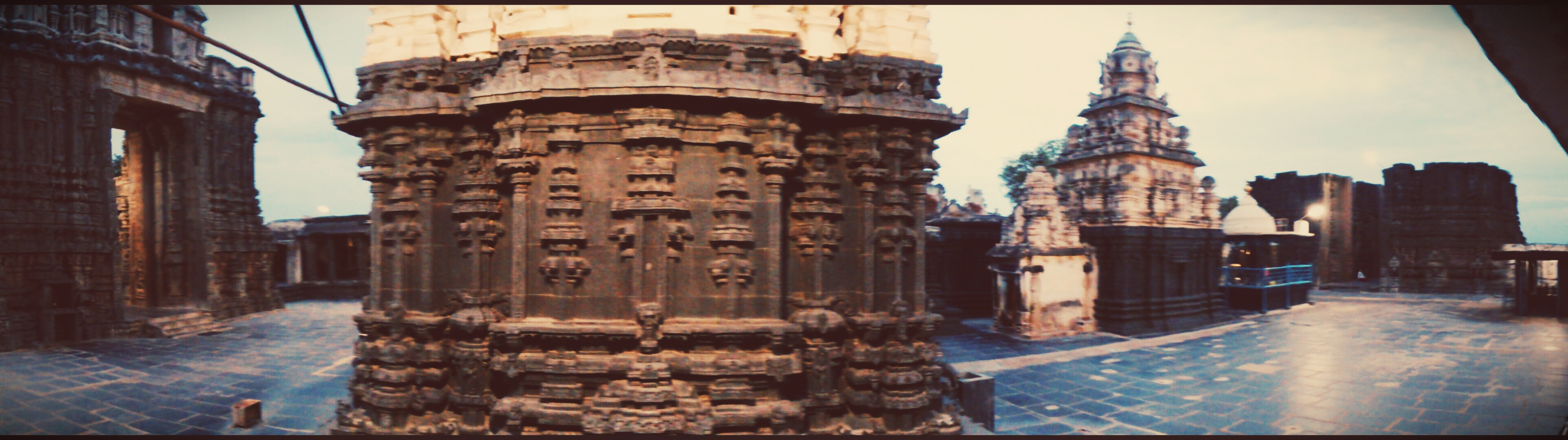
Vista panorámica del templo